# 希望という名の光
「希望という名の光」（きぼうというなのひかり）は、2010年4月14日に発売された山下達郎通算45作目のシングル。

## 解説
「希望という名の光」は映画『てぃだかんかん〜海とサンゴと小さな奇跡〜』主題歌として、カップリングの「Happy Gathering Day」はケンタッキーフライドチキン40周年記念テーマソングとしてそれぞれ書き下ろされた作品。両曲ともアルバム『Ray Of Hope』に収録されたほか、「希望という名の光」はオールタイム・ベスト『OPUS 〜ALL TIME BEST 1975-2012〜』にも収録された。また、『OPUS』初回限定盤のみセットのボーナス・ディスクには、「希望という名の光」のアコースティック・セットによるスタジオ・レコーディングの“2012 ACOUSTIC VERSION”が収録された。
「希望という名の光」について山下は、一度書いた曲を映画のエンドロールが上がってきて合わせてみたら、エンドロールの映像には海辺のシーンから海中のシーンに切り替わる部分があり、最初に作った曲では雰囲気がまったく違うふたつのシーンが切り替わる部分で少なからず違和感があったので、ボツにしてもう一曲新たに書き直したため、締め切りがキツくなったという。また、「映画は一途な夫婦愛の物語で、主人公を見ている奥さんの視線があり、また、そのふたりのうしろにいる人たちの視線もある。その視線の数々が、結果的に、主人公に対する励ましや応援になっているわけです。この曲も、そういう目線に沿って書かれています。そうすることによって、普遍性も出ますからね」とも答えている。映画で主演を務めた岡村隆史が2010年7月の長期休養から復帰後初出演となった『めちゃ×2イケてるッ!』（2010年11月27日放送）では、エンディング・テーマのほか、オープニングやその合間にも、イントロが要所で使われた。また、山下本人もコンサートで、「この曲を作るきっかけになった、ナイナイ岡村君と闘病中の友人桑田君に捧げます」と同曲を紹介している。そのほか、2010年に日本武道館で行われたワーナーミュージック・ジャパンの創立40周年イベントに出演の際にもこの曲が演奏され、開催直前に急死した社長吉田敬へのコメントが挿まれた。更にリリースから1年後に発生した東日本大震災の後、全国のラジオ番組でこの曲が頻繁にオンエアされるようになったのを受け、2011年4月6日に放送が再開されたNHKの音楽番組『SONGS』でも、被災者への見舞いのメッセージと共にこの曲のPVが放送。後に山下は『OPUS』のライナーノーツで「映画『てぃだかんかん』の主題歌として書いたものであるが、その一年後に起こった大震災の後に、聴き手の皆さんがこの歌に新しい意味付けを加えてくださった。ひとたび世に出れば、それはもう自分だけのものではなく、聴き手の皆さんのものでもある」と書いている。
「Happy Gathering Day」は、CM撮影前の打ち合わせで綾瀬はるかが大きなバスから出てくるというアイディアを聞き、パーティーの画にしたいという話があったので、ならば“同窓会ソング”にしようとの思いから作られた。山下自身、長年のつきあいがある本当に親しい友人が何人かいて、彼らとは年に一度お正月に会うだけでも、大切な友達という関係性は変わらない。そうした友達同士の絆の歌にしようと思ったという。

## プロモーション
初回生産分のみ、“デビュー35周年! 第1回『山下達郎お宝くじ』”封入。

## パッケージ、アートワーク
ジャケットは、ジャケット表面にはデザイナーの梁間修作自筆の題字、裏面には山下の写真がそれぞれレイアウトされている。

## ミュージック・ビデオ
「希望という名の光」のミュージック・ビデオには、映画で主演を務めた岡村隆史が出演しているが、ナインティナインのレギュラー番組『オールナイトニッポン』（ニッポン放送）に山下がゲスト出演したことがきっかけで実現した。山下は「彼らは、テレビで見るイメージとは全然違った人柄で、とてもシャイで無垢な目をしていて。きっと、それを読み込んで、李監督は岡村さんを起用したんでしょうね。PVもそのキャラがよく出て素晴らしい仕上がりになったと思いますよ」と語っている。また、出演が決まった瞬間について、岡村は「鳥肌が立ちました。マネージャーも泣いていましたし」とふり返っている。ストーリーは、何もない空虚な白い空間にひとりぼっちで迷いこんだ、岡村演じるサラリーマンが絵の具でサンゴの絵を描き始め、次第に白い空間に美しい海底が書き込まれる。途中絵の具を持った子供たちが突然現れ、一緒に魚の絵が描きこまれ、ついに美しい海が完成する。最後はまたひとりになるサラリーマンであるが、皆がいたからこそ完成した達成感に満たされ、最初の寂しい表情は消えているというもの。ミュージック・ビデオについても、岡村は「本当にミュージック・ビデオの映像は良かったですね。自画自賛ですけど。ずっと後に残りますから、僕の中ではこれは一生の宝物です。金城さんからも『凄く良かったです。ありがとう』ってメールをいただきました。金城さんよりも僕の方が嬉しかったんですけど」と語る。

## 収録曲
| - ℗ 2010 TENDERBERRY & HARVEST INC. 全作詞・作曲: 山下達郎。 |                                            |          |            |      |
| #                                                            | タイトル                                   | 作詞     | 作曲・編曲 | 時間 |
| 1.                                                           | 「希望という名の光」                       | 山下達郎 | 山下達郎   | 5:18 |
| 2.                                                           | 「Happy Gathering Day」                    | 山下達郎 | 山下達郎   | 4:51 |
| 3.                                                           | 「希望という名の光 (Original Karaoke)」    | 山下達郎 | 山下達郎   | 5:18 |
| 4.                                                           | 「Happy Gathering Day (Original Karaoke)」 | 山下達郎 | 山下達郎   | 4:49 |
| 合計時間:                                                    | 合計時間:                                  | 20:16    |            |      |

## クレジット

### 希望という名の光
| Words & Music by 山下達郎 Arranged by 山下達郎 |
|                                                |
| Strings Arranged by 服部克久                   |
|                                                |

| 山下達郎 | : | - Lead Vocal, - Computer Programming, - Drum Programming, Electric Guitar, - Acoustic Guitar, Acoustic Piano, - Keyboards, Percussion - & Background Vocals |

| 後藤勇一郎Strings : Strings |

| 橋本茂昭 | : | - Computer Programming - & Synthesizer Operation |

|                                |
| ©2010 by Smile Publishers Inc. |

### Happy Gathering Day
| Words & Music by 山下達郎 Arranged by 山下達郎 |
|                                                |

| 山下達郎 | : | - Lead Vocal, - Computer Programming, - Drum Programming, - Electric Guitar, - Ukulele, Ocarina, Keyboards, - Percussion & Background Vocals |

| 橋本茂昭 | : | - Computer Programming - & Synthesizer Operation |

|                                |
| ©2010 by Smile Publishers Inc. |

## タイアップ

### 希望という名の光
- JA共済「安心のかたち篇」（2012年）
- 日本テレビ系スペシャルドラマ『3.11 その日、石巻で何が起きたのか〜6枚の壁新聞』（2012年3月6日放送）テーマ曲[12]
- セガゲームス PlayStation 4用ゲームソフト『龍が如く6 命の詩。』挿入歌[13]
- 大塚製薬 カロリーメイト CMソング（2017年）

## リリース日一覧
| 地域 | タイトル                               | リリース日     | レーベル                  | 規格                 | 品番       | 備考                                                              |
| ---- | -------------------------------------- | -------------- | ------------------------- | -------------------- | ---------- | ----------------------------------------------------------------- |
| 日本 | 希望という名の光 / Happy Gathering Day | 2010年4月14日  | MOON ⁄ WARNER MUSIC JAPAN | CD                   | WPCL-10776 | 初回生産分のみ、“デビュー35周年! 第1回『山下達郎お宝くじ』”封入。 |
| 日本 | 希望という名の光 / Happy Gathering Day | 2012年12月19日 | MOON ⁄ WARNER MUSIC JAPAN | デジタルダウンロード | –          | 通常音質                                                          |

## 収録アルバム
| # | タイトル                         | リリース日    | レーベル                  | 規格                 | 品番                                                  | 備考                                                                             |
| - | -------------------------------- | ------------- | ------------------------- | -------------------- | ----------------------------------------------------- | -------------------------------------------------------------------------------- |
| 1 | Ray Of Hope                      | 2011年8月10日 | MOON ⁄ WARNER MUSIC JAPAN | - 2CD - CD           | - WPCL-10964/5【初回限定盤】 - WPCL-10966【通常盤】   | 「希望という名の光」「Happy Gathering Day」を収録                                |
| 1 | Ray Of Hope                      | 2011年8月27日 | MOON ⁄ WARNER MUSIC JAPAN | デジタルダウンロード | –                                                     | - 「希望という名の光」「Happy Gathering Day」を収録 - 通常音質 (AAC 128/320kbps) |
| 1 | Ray Of Hope                      | 2011年11月2日 | MOON ⁄ WARNER MUSIC JAPAN | 2LP                  | WPJL-10005/6【完全限定生産盤】                        | 「希望という名の光」「Happy Gathering Day」を収録                                |
| 2 | OPUS 〜ALL TIME BEST 1975-2012〜 | 2012年9月26日 | MOON ⁄ WARNER MUSIC JAPAN | - 4CD - 3CD          | - WPCL-11201/4【初回限定盤】 - WPCL-11205/7【通常盤】 | - オールタイム・ベスト - 「希望という名の光」を収録。                            |